# Alex w Krainie Czarów
Alex w Krainie Czarów (ang. Alex in Wonderland) – amerykańska tragikomedia z 1970 roku zainspirowana filmem 8½ Federico Felliniego.

## Główne role
- Donald Sutherland - Alex Morrison
- Ellen Burstyn - Beth Morrison
- Meg Mazursky - Amy
- Glenna Sargent - Nancy
- Viola Spolin - Matka
- Andre Philippe - Andre
- Michael Lerner - Leo

i inni